# 赤江地域自治区
赤江地域自治区（あかえちいきじちく）は、宮崎県宮崎市の地域自治区の一つ。旧宮崎市域の中部に位置し、地域自治区のうち２番目に最も人口が多い。本項では同区域にかつて所在した宮崎郡赤江村（あかえそん）・赤江町（あかえちょう）についても述べる。

## 地理
北端は大淀川南岸に、東端は日向灘に面する。
北部の城ヶ崎地区（ここでいう「城ヶ崎」は現在の恒久一丁目〜四丁目にあたり、住所上の城ヶ崎とは異なる）は室町時代から栄え、江戸時代伊東氏飫肥藩領の北東部にある赤江港は、江戸・上方交易の拠点としても繁栄した比較的歴史の古い地区である。北西部には南宮崎駅を中心に商業地域が広がり、大淀地域自治区とともに市中心部の南半分を形成している。西部の月見ヶ丘団地、南部の希望ヶ丘団地はともに高台に造成され、人口増加の受け皿となってきた。
東部には宮崎県の空の玄関である宮崎空港が日向灘に向かって張り出している。また、国道220号が大きなカーブを描きながら南北に走り、宮崎自動車道・一ツ葉道路との結節点となる宮崎インターチェンジもある。加えて、西に隣接する清武町へ国道269号が伸びているなど、交通の要所でもある。
空港周辺や南東部には農業地帯が広がっている。

### 町域
- 大字赤江の一部
- 大字田吉の一部
- 大字恒久
- 大字本郷北方の一部

- 大字本郷南方の一部
- 城ケ崎一丁目 - 四丁目
- 月見ケ丘一丁目 - 七丁目
- 恒久一丁目 - 六丁目

- 恒久南一丁目 - 四丁目
- 宮の元町

## 歴史
- 1889年（明治22年）5月1日 - 町村制の施行により、北那珂郡城ヶ崎町・恒久村・田吉村・本郷北方村・本郷南方村・郡司分村の区域をもって赤江村が発足。
- 1896年（明治29年）4月1日 - 郡の統合により赤江村の所属郡が宮崎郡に変更[1]。
- 1926年（大正15年）4月1日 - 赤江村が町制施行して赤江町となる。
- 1943年（昭和18年）4月1日 - 赤江町が宮崎市に編入。
- 2006年（平成18年）1月1日 - 旧・赤江町が赤江地域自治区となる。
- 2016年（平成28年）- 赤江地域自治区から本郷地域自治区が分離。

## 行政
- 宮崎南警察署

## 地域

### 教育
- 宮崎市立赤江小学校
- 宮崎市立恒久小学校
- 宮崎市立赤江中学校
- 宮崎市立赤江東中学校

- 宮崎県立宮崎農業高等学校
- 宮崎県立宮崎南高等学校
- 宮崎県立赤江まつばら支援学校
- 鵬翔中学校・高等学校
- 航空大学校

### 文化施設
- 赤江公民館
- 赤江東地区交流センター

### 体育施設
- 宮崎市身体障害者体育センター
- 宮崎市立南部記念体育館
- 宮崎市立緑松体育館

### 病院
- 国立病院機構宮崎東病院

## 交通

### 空港
- 宮崎空港

### 鉄道
- 日豊本線
  - 南宮崎駅
- 日南線
  - 南宮崎駅 - 田吉駅
- 宮崎空港線
  - 田吉駅 - 宮崎空港駅

### バス
- 宮崎交通
  - 宮崎空港バスターミナル

### 道路
- 宮崎自動車道
  - 宮崎インターチェンジ
- 国道220号
- 国道269号
- 一ツ葉道路
  - 本郷北方インターチェンジ
  - 田吉インターチェンジ
  - 赤江インターチェンジ
- 宮崎県道13号高岡郡司分線
- 小戸之橋
- 赤江大橋
- 一ツ葉大橋